# 泰娅·比耶尔德
泰娅·比耶尔德（挪威語：Thea Bjelde；2000年6月5日—），挪威女子足球运动员，司职中场或后卫，目前效力于瓦勒伦加足球俱乐部和挪威国家女子足球队。她曾代表挪威参加2023年国际足联女子世界杯。